# Hermann Ludwig Schmid
Hermann Ludwig Schmid   (Göggingen i Augsburg, 26 de juny de 1908 - Würzburg, 16 d'abril de 1956) va ser un matemàtic alemany.
Schmid, que havia nascut a un barri d'Augsburg on va fer els estudis secundaris, va estudiar matemàtiques i física entre 1927 i 1932 a la universitat de Múnic, obtenint el títol per a la docència secundària. Es va doctorar el 1934 sota la direcció de Helmut Hasse a la universitat de Marburg. Des de 1935 fins a 1937 va ser assistent de Hasse a Göttingen. Després de la seva habilitació docent el 1939 a la universitat de Giessen va esdevenir professor ajudant el 1940 a la universitat de Berlín, on va ser nomenat professor titular el 1946. De 1947 a 1953 va ser editor del Zentralblatt für Mathematik, després d'haver format part de l'equip editorial sota la direcció de Harald Geppert des de 1938. El 1953 es va traslladar a la universitat de Würzburg en la que només va estar tres cursos, ja que va morir sobtadament d'un atac de cor el 1956 mentre era rector de la universitat.
Schmid va tenir un paper important en la reconstrucció de les institucions matemàtiques després de la Segona Guerra Mundial a Berlín Oriental, on va fundar la revista Mathematische Nachrichten el 1947 i en va ser el seu secretari i coeditor fins al 1956. Va ser fonamental en la fundació d'un institut de matemàtiques pures de l'Acadèmia Alemanya de Ciències el qual va dirigir entre 1947 i 1953.